# 黒木曜子
黒木 曜子（くろき ようこ、1921年（大正10年）1月6日 - 1959年（昭和34年）2月18日）は日本の歌手。本名は井関富沙子。

## 経歴
1921年（大正10年）、大阪府に生まれる。大阪府立泉尾高等女学校卒業。1939年(昭和14年)、満洲の大連に渡り、ハピノス・ダンスホールで歌手として活躍。戦後に引き揚げ。
1948年（昭和23年）、東京都内のホールで歌っているところをスカウトされ、日本コロムビアに入社し、同年「想い出のスバル」で歌手デビュー。タンゴやラテン音楽を中心に歌う。1950年（昭和25年）8月発売の「ベサメ・ムーチョ」が大ヒットし、1952年（昭和27年）には「嘆きのブルー・ビギン」もヒットを記録した。
1959年（昭和34年）2月18日、東京都町田市の自宅近くの小田急小田原線玉川学園前駅近辺の無人踏切を長女と共に横断中に、下り列車にはねられ、長女（当時高校生）と共に轢死。38歳没。事故から2カ月後には、交際相手で亡くなった長女の実父である作曲家の後藤資公が、事故現場の踏切で服毒自殺した。
死後、笠置シヅ子ら日本コロムビア歌手クラブ有志により事故現場近くに慰霊のための母子観音像が建立された。

## 代表曲
- 「ベサメ・ムーチョ（接吻の歌）」1950年 訳詞：鈴木勝
- 「嘆きのブルー・ビギン」1952年 作詞：和田隆夫、作曲：平川英夫
- 「敦賀ブルース」1954年8月 作詞：門田ゆたか　作曲：レイモンド服部